# Oeax marshalli
Oeax marshalli är en skalbaggsart som beskrevs av Stefan von Breuning 1935. Oeax marshalli ingår i släktet Oeax och familjen långhorningar.
Artens utbredningsområde är:
- Liberia.
- Sierra Leone.
- Togo.

Inga underarter finns listade i Catalogue of Life.